# Димитрије Исаиловић
Димитрије Исаиловић (Даљ, 26. октобар 1783 — Београд, 11. јун 1853) био је просветни радник, професор и уредник „Српских новина“.

## Биографија
Исаиловић потиче из Даља - српског јерархијског имања у Славонији, где је рођен на Митровдан 1783. године. Његов отац био је Јован Исаиловић "художествени живописац" и "Провизор Патријаршијског Доминиума Даљског". Као дете Димитрије је изучио нормалне школе у Даљу и Бечкереку. Гимназију је завршио у Сремским Карловцима, а Филозофски факултет у Пешти 1808. године. Био је професор средњих школа у Војводини и Србији, професор Велике школе у Београду, високи чиновник у државној управи Србије, саветник и писар кнеза Милоша. Учио је језицима немачким и француским кнез Милошеве синове, Милана и Михајла у Крагујевцу. Учествовао је 23 године, током живота и рада у Кнежевини Србији, у свим подухватима и пословима на пољу образовања и културе.
Исајловић је радио као предавач реторике у Карловачкој гимназији, између 1808-1813. године, док није маја 1813. године прешао у нову Препарандију Сентандрејску. Када је та српска учитељска школа 1816. године пренета у Сомбор, прешао је и он као њен професор тамо. Провео је у Сомбору радећи као професор Учитељске школе следећих 14 година. Године 1830. тражио је од Вука Караџића да му нађе у Србији "какву бољу службу". Имао је у виду своју стручност за оснивање школа или типографије (штампарије). Димитрије је напустио место професора Сомборске Препарандије и прешао у српску државу октобра 1830. године. Играо је важну улогу у организовању школа у Србији у првој половини XIX век-а. Тако је крајем 1830. године као директор основао Вишу школу у Београду, а истовремено је био постављен и за професора у њој, са платом 3500 гроша. Али његов главни посао је био да учи страним језицима Књазове синове (назване "бегови"), који су ту школу похађали. Када је Велика школа 1832. године пренета у Крагујевац, прелази тамо и Исаиловић са породицом, где је наставио да буде и администратор "Књажеско србске књигопечатње" (основане 1831). Димитрије је цензор и коректор државне типографије. Када је од Велике школе настала гимназија прозвана Лицеј у Крагујевцу Исајловић је постао први ректор. После Давидовића, маја 1835. године био је Исаиловић нови уредник "Новина србских" у Крагујевцу. Димитрије постаје 1837. године сарадник Тироловог алманаха "Ураниа". Током каријере у Србији поред остали просветних функција он је 1838. године члан, па од 1839. године начелник одељења "попечитељства просвјештенија" (министарства просвете). Затим је 1840. године постављен за главног секретара Совјета, а 1841. године прешао у просветну област - Врховни инспекторат. Године 1848. враћен је за начелника у министарству просвете, где је остао до смрти 1853. године. Опело му је одржано у београдској Саборној цркви, надгробни говор одржао (и штампао) је Јаков Живановић "секретар Земаљског савета", а потом и сахрањен је у Београду.
Када је Исаиловић 1843. године постао директор основних школа у Србији, он није обилазио исте, већ се посветио писању речника. Саставио је школске речнике за француски (1846), њемачки (1847) и латински језик (1849; 1850; 1851; 1857). Он је и написао прве школске уџбенике и буквар. Преводио је Коцебуа на српски језик. Написао је велики рад „Историја трговине“ (1816, Пешта), у складу са камералистичком теоријом. Тврдио је да је трговина прави темељ грађанског друштва, истински темељ слободе, узрок човекове приљежности и благостања, да подстиче развој пољопривреде и заната и омогућује прилив новца у земљу.

## Дело
- "Предложенија историје прагматическе краљевства унгарског...", Будим 1814. године
- "Историја трговине од почетка света до наши времена", Будим 1816. године
- "Благородном Сави Добричу...", Беч 1821. године
- "Привествије његовом сијатељству наследнику књажества србскога Милану Милош Обреновићу", Београд 1932. године
- "Немачки буквар са преводом србским", Београд 1838. године
- "Србски буквар или нова азбучна књижица за прво настављеније младежи у најмлађим нормалним школама Књажества Србије", Београд 1838. године
- "Мала читаоница за начелно упражњеније младежи у нижим нормалним школама Књажества Сербије", Београд 1839. и 1848. године